# RS-492
Pour les articles homonymes, voir Route 492.

RS-492.

La RS 492 est une route locale du Nord-Ouest de l'État du Rio Grande do Sul, reliant la RS-477, depuis la municipalité de São José do Ouro, à la commune de Tupanci do Sul. Elle ne dessert que ces deux villes et est longue de 18,320 km.